# Списък на териториите, невключени в списъка на страните
Тази статия изброява териториалните единици, които следва да не бъдат включени в списъка на страните.

## Части на федеративни държави
Федеративните единици на:
- Аржентина
- Австралия
- Австрия
- Белгия
- Босна и Херцеговина
- Бразилия
- Венецуела
- Германия
- Етиопия
- Индия
- Ирак
- Канада
- Коморски острови
- Малайзия
- Мексико
- Микронезия
- Нигерия
- Обединени арабски емирства
- Пакистан
- Русия
- САЩ
- Сейнт Китс и Невис
- Судан
- Швейцария.

## Отдалечени части на държави/територии
- Азербайджан:
  -  Нахичеван
- Ангола:
  - Кабинда
- Бруней:
  - Тембуронг
- Еквадор:
  - Галапагоски острови
- Испания:
  -  Канарски острови
  -  Мелиля
  -  Сеута
- Източен Тимор:
  - Оуесуси
- Нова Зеландия
  -  Чатемски острови
- Оман:
  - Мусандам
- Португалия:
  -  Азорски острови
  -  Мадейра
- Русия:
  -  Калининградска област
- САЩ:
  -  Аляска
  -  Хаваи
- Франция:
  -  Гваделупа
  -  Мартиника
  -  Реюнион
  -  Френска Гвиана
- Чили:
  - Острови Хуан Фернандес
  - Острови Десвентурадас
  -  Великденски остров
- Република Южна Африка:
  - Острови Принц Едуард

## Исторически подразделния на държави/територии
- Великобритания:  Англия,  Уелс,  Шотландия,  Северна Ирландия
- Гърнси: Олдърни, Сарк, Хърм
  -  Олдърни
  -  Сарк
  -  Хърм

## Автономни части на държави
- Азербайджан:
  -  Нахичеван
- Армения:

•  Нагорни Карабах
- Грузия:
  -  Аджария

- Гърция:
  -  Света гора

- Индия:
  - Джаму и Кашмир

- Индонезия:
  - Ачех
  - Папуа
  - Западна Папуа

- Испания:
  - областите:
    - Андалусия
    - Арагон
    - Астурия
    - Баския
    - Балеарски острови
    - Валенсия
    - Галисия
    - Естремадура
    -  Канарски острови
    - Кантабрия
    - Кастилия-Ла Манча
    - Кастилия и Леон
    - Каталония
    - Ла Риоха
    - Мадрид
    - Мурсия
    - Навара

  - автономните градове:
    -  Мелиля
      -  Ел Морило
      -  Пунта де Рострогордо

    -  Сеута
      -  Ел Моро
      -  Перехил
      -  Ла Пунтила
      -  Пенинсула де Алмина
        -  Исла де Санта Каталина
        -  Пунта Алмина

      -  Пунта Бензу
      -  Пунта Бермеха
      -  Пунта Бланса

  - суверенни държави на Испания ( Пласас де Соберания):
    -  Исла де Алборан
      -  Исла де лас Нубес

    -  Ислас Чафаринас
      -  Исла дел Рей
      -  Исла Изабел ІІ
      -  Исла Конгресо

    -  Пеньон де Алхусемас
      -  Исла де Мар
      -  Исла де Тиера

    -  Пеньон де Велес де ла Гомера
      -  Ла Ислета

- Италия:
  - Вале д'Аоста
  -  Сардиния
  -  Сицилия
  -  Трентино-Южен Тирол
  - Фриули-Венеция Джулия

- Канада:
  -  Нунавут

- Китай:
  - Вътрешна Монголия
  -  Тибет
  - Уйгурия
  - Гуанси
  - Нинся

- Мавриций:
  -  Остров Родригес

- Молдова:
  - Гагаузия

- Никарагуа:
  - Севеверно-атлантически регион
  - Южно-атлантически регион

- Пакистан:
  -  Кашмир

- Папуа Нова Гвинея:
  -  Буганвил

- Португалия:
  -  Азорски острови
  -  Мадейра

- Русия:
  - републиките:
    -  Адигея
    -  Алтай
    -  Башкортостан
    -  Бурятия
    -  Дагестан
    -  Ингушетия
    -  Кабардино-Балкария
    -  Калмикия
    -  Карачаево-Черкезия
    -  Карелия
    -  Коми
    -  Мордовия
    -  Марий Ел
    -  Северна Осетия
    -  Татарстан
    -  Тува
    -  Удмуртия
    -  Хакасия
    -  Чечения
    -  Чувашия
    -  Якутия

  -  Еврейска автономна област
  - автономните окръзи:
    -  Ненецки автономен окръг
    -  Ханти-Мансийски автономен окръг
    -  Чукотски автономен окръг
    -  Ямало-Ненецки автономен окръг

- Сао Томе и Принсипи:
  - Принсипи

- Сърбия:
  -  Войводина

- Таджикистан:
  - Горно-Бадакстан

- Танзания:
  -  Занзибар

- Тринидад и Тобаго:
  - Тобаго

- Узбекистан:
  -  Каракалпакстан

- Украйна:
  -  Крим

- Финландия:
  -  Оландски острови

- Франция:
  -  Корсика

- Филипини:
  - Муслим Минданао

- Чили:
  -  Великденски остров

- Южен Судан
  -  Триъгълник Илеми

- Южна Корея:
  -  Чеджу-до

## Специални части на държави
- Специалните зони на  Китай:
  -  Хонконг
  -  Макао
- Норвегия:
  -  Шпицберген
- Финландия:
  -  Оландски острови

## Буферни зони
- Буферната зона в Кипър
- Буферната зона между Северна Корея и Южна Корея

## Екстратериториалност
Те са интегрална част на съответната държава, но тя по договор постоянно или временно не упражнява своя суверенитет над площта, ползваща се с право на извънтериториалност.
- Седалището на Международното бюро за мерки и теглилки в гр. Севър, Франция
- Седалищата на Организацията на Северноатлантическия договор в Белгия
- Седалището на Организацията на обединените нации в Съединените американски щати и в Швейцария
- Имотите на Ватикана в Италия
- Седалището на Малтийския орден в Италия (по отношение на статута на Малтийския орден има различни мнения, според някои Малтийският орден е най-малката държава на света)
- Територията на посолствата, консулствата и другите дипломатически мисии
- Военни бази с екстратериториални права, като например Заливът Гуантанамо в Куба

## „Микродържави“